# Geschützter Landschaftsbestandteil Volmeabstieg

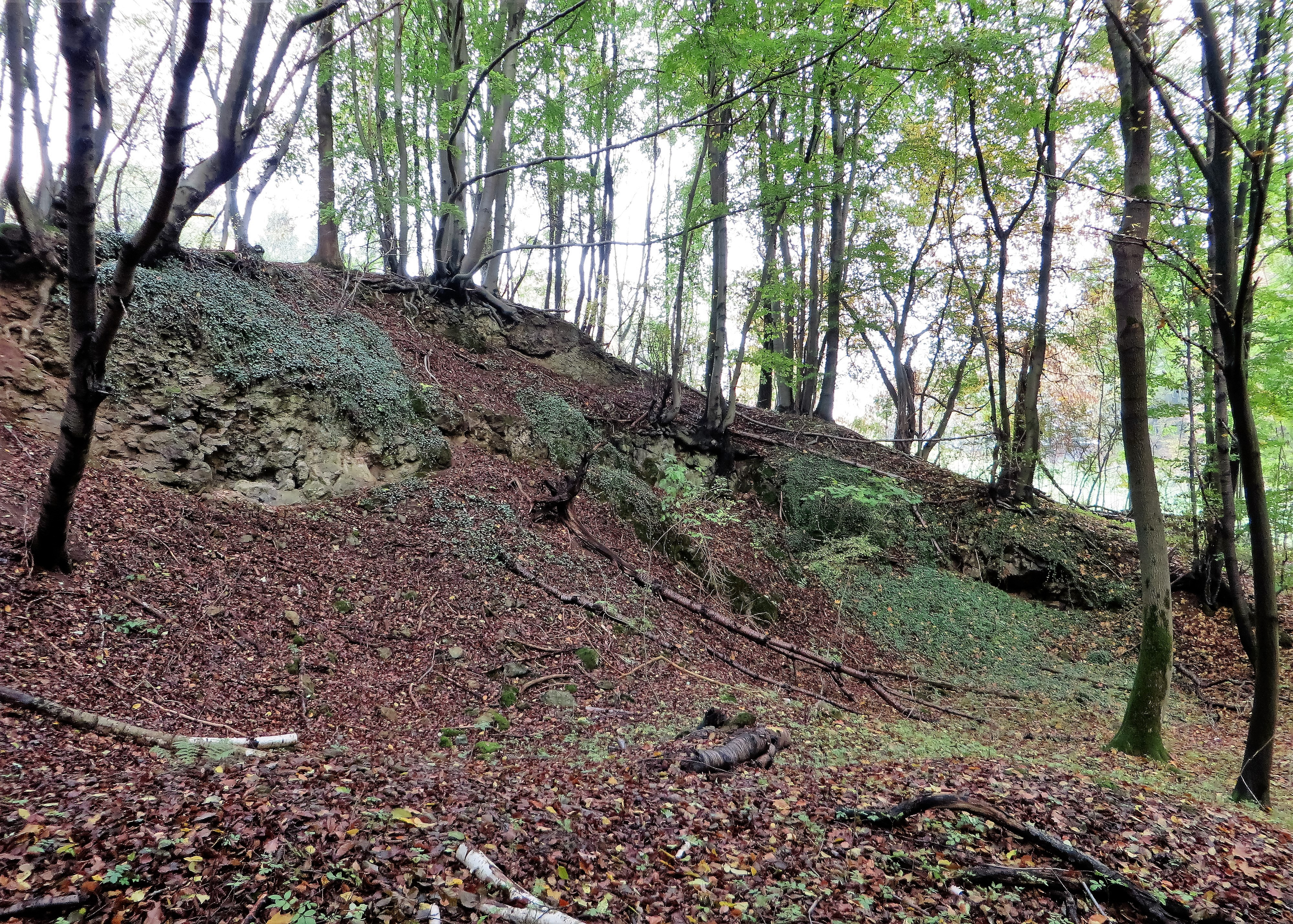
Geschützter Landschaftsbestandteil Volmeabstieg

Der Geschützte Landschaftsbestandteil Volmeabstieg mit einer Flächengröße von 5 ha liegt auf dem Gebiet der kreisfreien Stadt Hagen in Nordrhein-Westfalen. Der LB wurde 1994 mit dem Landschaftsplan der Stadt Hagen vom Stadtrat von Hagen ausgewiesen.

## Beschreibung
Beschreibung im Landschaftsplan: „Der geschützte Landschaftsbestandteil liegt zwischen der Straße Volmeabstieg und der Staplackstraße. Es handelt sich um einen größtenteils gehölzfreien Kalksteinbruch im Masssenkalk des Oberen Mitteldevons, der z.Zt. verfüllt wird, sowie um einen angrenzenden Buchenwald mit hohem Unterholzanteil und um eine gehölzfreie Brachfläche. In der Steinbruchwand befinden sich zwei Eingänge und im nördlich anschließenden Wald ein weiterer Eingang zu teilweise ausgedehnten Karsthöhlen (Staplackhöhle, Hahnerthöhle, Weingartenhöhle).“

## Schutzzweck
Laut Landschaftsplan erfolgte die Ausweisung „zur Sicherung der Leistungsfähigkeit des Naturhaushalts durch Erhalt eines Steilwandabschnittes und eines Kalkmagerrasens als Lebensraum für wärmeliebende Tier- und Pflanzenarten, des wertvollen Waldbestandes mit Saumbiotopen als Lebensraum für die charakteristischen Tier- und Pflanzenarten des Kalkbuchenwaldes sowie der Höhlen und ihrer Zugänge als Lebensraum für die spezialisierte Höhlenfauna und zur Gliederung und Belebung des Landschaftsbildes durch Erhalt prägender und bodenständiger Landschaftselemente.“